# جون برودي
جون برودي (بالإنجليزية: John Brodie)‏ (8 سبتمبر 1947 في المملكة المتحدة - ) هو لاعب كرة قدم بريطاني في مركز الظهير. لعب مع بورت فايل ونادي كارلايل يونايتد ونورثويتش فيكتوريا ونادي برادفورد بارك أفنيو.

## وصلات خارجية
- جون برودي على موقع قاعدة بيانات كرة القدم.إي يو (الإنجليزية)